# لوئیس ریکاسنز
لوئیس ریکاسنز (انگلیسی: Lluís Recasens؛ زادهٔ ۱۹ فوریهٔ ۲۰۰۲) بازیکن فوتبال اهل اسپانیا است که به عنوان مدافع میانی برای باشگاه اسپانیول بی بازی می‌کند.
وی همچنین در تیم ملی فوتبال زیر ۱۸ سال اسپانیا بازی کرده‌است.